# Casemiro
Carlos Henrique Casimiro, poznatiji kao Casemiro (Sao Paulo, 23. veljače 1992.) brazilski je nogometaš koji igra na poziciji defenzivnog veznog. Trenutno nastupa za Manchester United i brazilsku reprezentaciju.

## Klupska karijera

### São Paulo

#### 2003. – 2010.: Rane godine
Rođen u São José dos Camposu, Casemiro završio akademiju São Paula. Od 11. godine bio je kapetan svojih momčadi. Bio je poznat kao Carlão, varijacija njegovog imena na portugalskom. Bio je član brazilske momčadi na Svjetskom prvenstvu do 17 godina 2009.

#### 2010. – 2013.: Stalni uspjesi
Casemiro je debitirao u Série A 25. srpnja 2010. u gostujućem porazu od Santosa. Prvi profesionalni gol postigao je 15. kolovoza u utakmici protiv Cruzeira koja je završila 2:2.
Dana 7. travnja 2012. Casemiro je zabio prvi gol u pobjedi 2:0 protiv Mogi Mirima na Arena Barueri u Campeonato Paulista te godine nakon što je rano zamijenio ozlijeđenog Fabricija, ali je kasnije isključen. São Paulo je također osvojio Copa Sudamericana, a Casemiro je odigrao jednu utakmicu kao zamjena u domaćoj pobjedi od 5:0 protiv čileanske momčadi Universidad de Chile u uzvratu četvrtfinala 7. studenog.

### Real Madrid

#### 2013. – 2015.: Prvi uspjesi i posudba u Porto
Dana 31. siječnja 2013. Casemiro je posuđen španjolskom Real Madridu, gdje je uvršten u B momčad koja se natjecala u Segunda Divisiónu. Prvu utakmicu u ligi odigrao je 16. veljače kada je bio član početne postave Sabadella od kojeg je druga momčad Reala izgubila 1:3. Debi u La Ligi ostvario je 20. travnja kada je odigrao svih 90 minuta u domaćoj pobjedi od 3:1 nad Real Betisom. Dana 2. lipnja zabio je svoj prvi gol za Realovu drugu momčad i to protiv Alcorcóna koji je poražen 4:0. Osam dana nakon prvog gola za drugu momčad Reala, Casemiro je prešao u Real Madrid za iznos od 18,738 milijuna brazilskih reala.
Dana 19. srpnja 2014. Casemiro je posuđen Portu do kraja sezone. Za portugalski klub odigrao je ukupno 41 utakmicu i zabio četiri gola, uključujući slobodni udarac 10. ožujka 2015. u domaćoj pobjedi od 4:0 nad Baselom u osmini finala UEFA Lige prvaka.

#### 2015. – 2016.: Ulazak u udarnu postavu
Dana 5. lipnja 2015. Casemiro se ponovno se priključio Realu nakon što je Real Madrid aktivirao Casemirovu otkupnu klauzulu, a dva mjeseca kasnije Casemiro je produžio ugovor s Realom do 2021. Dana 13. ožujka 2016. zabio je svoj prvi službeni gol za Real i to glavom nakon kornera Jeséa u 89. minuti u pobjedi od 2:1 na gostovanju kod Las Palmasa. Nakon što je uglavnom bio rezervni igrač pod vodstvom Rafaela Beníteza, Casemiro je postao redovni član početne postave Benítezovg nasljednika Zinédinea Zidanea. Casemiro je te sezone odigrao 11 utakmica u UEFA Ligi prvaka. U finalu protiv madridskog Atlética, igrao je svih 120 minuta, a Real Madrid je osvojio 11. naslov boljim izvođenjem penala nakon remija od 1:1.

#### 2016. – 2022.: Izdašni uspjesi i odlazak
Casemiro je zabio četiri gola u 25 utakmica u La Ligi 2016./17., pomažući Realu da osvoji naslov prvaka nakon pet godina. Zatim je zabio dalekometni pogodak u finalu UEFA Lige prvaka 2017. protiv Juventusa, pomažući svojoj momčadi do pobjede od 4:1. Ponovno je zatresao mrežu 8. kolovoza, dovodeći Real u vodstvo u pobjedi 2:1 nad Manchester Unitedom u UEFA Superkupu.
U UEFA Ligi prvaka 2017./18. Casemiro je odigrao 12 utakmica i pritom je zabio jedan gol, a Real Madrid je osvojio svoju treću uzastopnu i ukupno 13. titulu u tom natjecanju. Bio je redovni član prve postave u La Ligu 2019./20. koju je Real Madrid osvojio. U kolovozu 2021. produžio je ugovor do lipnja 2025. Casemiro je bio starter u Realu 2021./22. kada je Real osvojio svoj 14. naslov UEFA Lige prvaka. Proglašen je najboljim igračem utakmice u pobjedi od 2:0 nad Eintracht Frankfurtom u UEFA Superkupu 2022.

### Manchester United
Dana 19. kolovoza 2022. Real Madrid i Manchester United objavili su da su postigli dogovor o transferu Casemira. Tri dana kasnije potpisao je četverogodišnji ugovor s engleskim klubom, uz opciju produljenja na još godinu dana. Transfer je navodno iznosio 60 milijuna funti, plus 10 milijuna funti dodataka. Kasnije je objavljeno da je Casemiro svojem agentu rekao da prenese poruku Manchester Unitedu da će ih vratiti u formu nakon njihovog poraza 4:0 od Brentforda, rekavši: "Reci im da ću to popraviti." Debitirao je za klub kao zamjena u pobjedi u gostima protiv Southamptona 27. kolovoza. Dana 22. listopada zabio je svoj prvi gol u Premier ligi, izjednačujući glavom u posljednjoj minuti za 1:1 u gostujućem susretu protiv Chelseaja.
Dana 4. veljače dobio je crveni karton zbog nasilničkog ponašanja u utakmici protiv Crystal Palacea kada je stavio ruke oko vrata Willa Hughesa tijekom sukoba u kojem su žuti kartoni dodijeljeni i Antonyju i Jeffreyju Schluppu. Zbog toga je suspendiran tri utakmice, a United je pobijedio 2:1. Dana 26. veljače s Manchester Unitedom je osvojio EFL Cup, svoj prvi trofej kao igrač Uniteda koji je ujedno bio i prvi trofej koji je klub osvojio od UEFA Europske lige 2016./17. Casemiro je zabio prvi gol u 33. minuti finala protiv Newcastle Uniteda koji je dobiven 2:0. Njegova izvedba donijela mu je i Alan Hardaker Trophy. Dana 12. ožujka dobio je crveni karton zbog starta na Carlosu Alcarazu u utakmici protiv Southamptona gdje je sudac Anthony Taylor nakon pregleda VAR-a promijenio prvotnu odluku žutog kartona u izravni crveni, te je suspendiran na četiri utakmice; utakmica je završila bez golova. Casemiro je bio jedini igrač u Premier ligi 2022./23. koji je dobio dva crvena kartona, kao i jedini igrač Manchester Uniteda s crvenim kartonom u toj sezoni.
Dana 20. rujna 2023. zabio je dva gola Bayernu od kojeg je Manchester United izgubio 3:4. To je ujedno bila Casemirova 100. utakmica u europskim natjecanjima.
Dana 21. rujna 2024., u domaćoj utakmici protiv Liverpoola, Casemiro je napravio dvije velike pogreške u prvom poluvremenu, koje su rezultirale golovima protivničke momčadi. Izišao je iz igre na poluvremenu i oštro kritiziran zbog loše igre. Daba 27. listopada zabio je svoj prvi gol u sezoni 2024./25. protiv West Ham uniteda u porazu od 1:2, neposredno prije nego što je trener Erik ten Hag smijenjen manje od 24 sata nakon tog rezultata.

## Reprezentativna karijera

### Mlađe selekcije
Casemiro je postigao jedan pogodak u sedam nastupa za brazilsku nogometnu reprezentaciju do 17 godina. Igrao je za brazilsku nogometnu reprezentaciju do 20 godina na Južnoameričkom prvenstvo do 20 godina 2011. i na Svjetskom prvenstvu do 20 godina u nogometu 2011., postigavši ukupno tri gola u 15 nastupa za tu selekciju.

### Seniorska reprezentacija
Casemiro je debitirao za seniorsku reprezentaciju Brazila s 19 godina 14. rujna 2011. u utakmici bez golova protiv Argentine. Izbornik Dunga uvrstio ga je u brazilski sastav za Copa Américu 2015., ali nije nastupio ni na jednoj utakmici.
Dana 5. svibnja 2016. Casemiro je uvršten među 23 igrača za jubilarno izdanje Copa Américe – Copa América Centenario u Sjedinjenim Državama.
U svibnju 2018. Casemira je izbornik Tite pozvao na Svjetsko prvenstvo u nogometu 2018. u Rusiji. Debitirao je na turniru 17. lipnja, odigravši 60 minuta u remiju od 1:1 protiv Švicarske u skupini.
U svibnju 2019. Casemiro je uvršten u brazilski sastav za Copa Américu 2019. na domaćem terenu. U posljednjoj utakmici skupine na Areni Corinthians protiv Perua, postigao je svoj prvi reprezentativni gol za vodstvo u susretu koji je završio 5:0, ali je također isključen zbog dva žuta kartona čime je suspendiran jednu utakmicu. Bio je starter u pobjedi Brazila 3:1 nad Peruom u finalu 7. srpnja na stadionu Maracanã.
Casemiro je 9. lipnja 2021. uvršten u sastav za Copa Américu 2021. U trećoj utakmici skupine 23. lipnja, zabio je pobjednički pogodak nakon kornera Neymara u sudačkoj nadoknadi, čime je Brazil pobijedio Kolumbiju 2:1. Dana 10. srpnja bio je starter u porazu od 0:1 od Argentine u finalu.
Dana 7. studenog 2022. Casemiro je uvršten u sastav za Svjetsko prvenstvo 2022. u Kataru. Dana 28. studenog postigao je pobjednički pogodak u drugoj utakmici skupine protiv Švicarske. Brazil je ispao od Hrvatske u četvrtfinalu 9. prosinca. Brazil je eliminiran 2:4 na jedanaesterce nakon što je rezultat poslije produžetaka bio 1:1.
Dana 26. svibnja 2025., novoimenovani izbornik Brazila Carlo Ancelotti objavio je popis za kvalifikacije za Svjetsko prvenstvo 2026. protiv Ekvadora i Paragvaja, uključujući Casemira, čime se veznjak vratio u reprezentaciju nakon dvogodišnje pauze.